# シェロンテスト
シェロンテストは、血圧計を用いて、安静時（正確には仰臥位）と、起立時の血圧を比較し、自律神経の安定度を診る検査である。

## この検査でわかる疾患
自律神経失調症、特に起立性調節障害やめまいの診断に有効である。また、起立性調節障害の確定診断やスクリーニングが目的の場合、心電図検査を併用したり、何分間起立していられるかを確かめることもある。

## リスク
重大なリスクはないが、実際に自律神経失調症や起立性調節障害だった場合、この検査によって不快な症状が出現したり、最悪な場合低血圧のため卒倒することもある。